# 三百山镇
三百山镇，是中华人民共和国江西省赣州市安远县下辖的一个乡镇级行政单位。

## 行政区划
三百山镇下辖以下地区：
三百山社区、黄背村、黄柏村、乌石村、唐屋村、梅屋村、虎岗村、咀下村和符山村。